# 嶋田俊之
嶋田俊之（しまだ としゆき）は日本の財務官僚。カジノ管理委員会事務局長。

## 来歴
和歌山県立海南高等学校、京都大学法学部卒業。1991年 大蔵省入省（主計局総務課）。1993年 米国留学（コロンビア大学）。大臣官房文書課長補佐、主計局総務課長補佐（歳入・国債係主査）、主計局主計官補佐（経済産業係主査）、主計局主計官補佐（内閣第一係主査）などを務め、その後は金融庁監督局、同庁総務企画局で勤務。2013年6月28日 大臣官房秘書課財務官室長。2016年6月22日 主計局主計官（内閣、復興、外務、経済協力担当）。2018年6月4日 理財局国有財産企画課長。 2019年7月5日 理財局総務課長。2020年7月20日 大臣官房参事官（大臣官房担当）兼大臣官房審議官（大臣官房担当）兼大臣官房信用機構課長事務取扱兼大臣官房信用機構課機構業務室長事務取扱。2021年7月8日 理財局次長（国有担当）。2024年7月4日 カジノ管理委員会事務局次長。2025年7月1日 カジノ管理委員会事務局長。

## 略歴
- 1991年4月：大蔵省入省（主計局総務課）[2]。
- 1992年5月：主計局法規課[3]。
- 1993年6月：米国留学（コロンビア大学）[6]。
- 1995年7月：証券局証券市場課係長。
- 1997年7月：大臣官房文書課長補佐（梶山大臣官房参事官室）[6]。
- 1998年7月：防衛庁防衛局計画課員。
- 2002年7月：財務省主計局総務課長補佐（歳入・国債係主査）[3]。
- 2003年7月：主計局主計官補佐（経済産業第三係主査）。
- 2004年7月：主計局主計官補佐（内閣第一係主査）。
- 2005年：大臣官房信用機構課長補佐（総括・企画）[6]。
- 2006年：金融庁監督局銀行第一課銀行監督調整官。
- 2007年7月：金融庁監督局総務課長補佐（総括）。
- 2008年7月：金融庁総務企画局政策課総括企画官。
- 2009年7月：派遣職員（経済協力開発機構（OECD））。
- 2012年7月1日：大臣官房付。
- 2012年7月10日：国際局地域協力課国際調整室長。
- 2013年6月28日：大臣官房秘書課財務官室長。
- 2014年7月9日：理財局計画官（内閣・財務、農林水産・環境、経済産業、国土交通担当）。
- 2016年6月22日：主計局主計官（内閣、復興、外務、経済協力担当）。
- 2017年7月10日：理財局国有財産調整課長。
- 2018年6月4日：理財局国有財産企画課長 兼 理財局国債企画課 兼 理財局国有財産調整課 兼 理財局国有財産業務課。
- 2018年9月7日：不動産鑑定士試験短答式試験試験委員。
- 2019年7月5日：理財局総務課長 兼 理財局国有財産企画課長 兼 理財局国債企画課 兼 理財局国有財産調整課 兼 理財局国有財産業務課。
- 2019年7月9日：理財局総務課長。
- 2020年7月20日：大臣官房参事官（大臣官房担当） 兼 大臣官房審議官（大臣官房担当） 兼 大臣官房信用機構課長事務取扱 兼 大臣官房信用機構課機構業務室長事務取扱。
- 2021年7月1日：大臣官房参事官（大臣官房担当） 兼 大臣官房審議官（大臣官房担当）。
- 2021年7月8日：理財局次長（国有担当）。
- 2024年7月4日：カジノ管理委員会事務局次長。
- 2022年7月1日：カジノ管理委員会事務局長。